# Arnold Juda
Arnold Juda (Amsterdam, 17 mei 1913 – 27 december 1988) was een Nederlands pianist, die langdurig in de Verenigde Staten werkte.
Hij was de zoon van de diamantslijper Meijer Juda en Leentje Snoek. Zijn jeugd speelde zich af in diverse Joodse wijken in Amsterdam. Arnolds broers Jo Juda en Charles werden eveneens musici op respectievelijk viool en cello. Zij traden dikwijls in duo- of triovorm op. Zelf was hij enige tijd getrouwd met pianiste Eva Gezina Spijer (die eerder met zijn broer Jo was getrouwd) en later met balletdanseres Coby van der Hoeven. Hun dochter Angela is violist bij de San Diego Symphony.
Hij kreeg zijn opleiding aan het Amsterdams Muzieklyceum (1928-1933), van Stefan Askenase en Alexander Borovsky (1936-1938). Over de periode in de Tweede Wereldoorlog is weinig bekend. Na die oorlog en haar Naziregime werd hij huiscomponist (van toneelmuziek) en leider van het orkest van de Stadsschouwburg (1945-1950). In een uitwisselingsprogramma was hij van 1950 tot 1954 betrokken bij Sticusa en het Culturele Centrum Suriname. Hij was ook betrokken bij het Surinaams Philharmonisch Orkest, plaatselijk jeugdorkest en een dameskoor. In 1955 emigreerde het echtpaar naar de Verenigde Staten en hij werd docent aan het Bishop College in Marshall (Texas), Orange Coast College en California State University - Fullerton. Vanaf 1966 tot 1978 was hij docent aan Universiteit van Californië - Irvine.
Coby van der Hoeven was een Nederlands ballerina, die opleiding genoot van Yvonne Georgi, Olga Preobrajenska en Sonia Gaskell. Ze danste bij het Operaballet en Scapino Ballet. In 1952 vertrok ze via Sticusa naar Paramaribo om de balletschool behorende bij het Cultureel Centrum Suriname voor te zetten nadat Eva Juha vertrok.  